# 기원전 69년

## 연호
- 전한(前漢) 지절(地節) 원년

## 기년
- 전한(前漢) 선제(宣帝) 5년

## 탄생
- 신라(新羅)의 초대 국왕(國王) 혁거세 거서간(赫居世 居西干)[1]
- 이집트 클레오파트라 7세

## 참고 문헌
- 김부식 (1145). 〈권제1 혁거세 거서간 條〉. 《삼국사기》.